# 栏杆街道 (淮滨县)
栏杆镇，是中华人民共和国河南省信阳市淮滨县下辖的一个乡镇级行政单位。

## 行政区划
栏杆镇下辖以下地区：
塘南村、董楼村、栏杆村、东乡村、王湾村、范岗村、许岗村、赵楼村、欧坡村、周营村、半坡村、蔡坡村、王新庄村、单楼村、藕塘村、刘寨村、郭营村和梓树村。